# 高政泽
高政泽（1999年5月29日—），中国男子羽毛球运动员。

## 簡歷
高政泽是天津体育学院附属中专部的学生，曾在淮北进行的2016年全国青少年羽毛球分站赛中，夺得男单冠军；其後入选中国国家羽毛球队二队。
2017年10月，高政泽代表中國參加在印尼日惹舉行的世界青年羽毛球錦標賽，在男单半决赛不敌头号种子泰国的昆拉武特·威提讪，拿得季軍。
2019年3月，高政泽出戰北港羽毛球國際賽，拿得男子單打比賽亞軍。

## 主要比賽成績
只列出曾進入準決賽的國際賽事成績：
| 年份   | 賽事                 | 公開賽級別 | 項目     | 成績 |
| ------ | -------------------- | ---------- | -------- | ---- |
| 2016年 | 亞洲青年羽毛球錦標賽 | 其他       | 混合團體 | 冠軍 |
| 2017年 | 世界青年羽毛球錦標賽 | 其他       | 混合團體 | 冠軍 |
| 2017年 | 世界青年羽毛球錦標賽 | 其他       | 男子單打 | 季軍 |
| 2019年 | 北港羽毛球國際賽     | 未來系列賽 | 男子單打 | 亞軍 |
| 2019年 | 懷卡托羽毛球國際賽   | 國際系列賽 | 男子單打 | 亞軍 |

| 2007-2017年 | 首要超級賽 | 超級賽 | 黃金大獎賽 | 大獎賽 | 國際挑戰賽 | 國際系列賽 | 未來系列賽 | 其他 |

| 2018-2026年 | 總決賽 | 超級1000賽 | 超級750賽 | 超級500賽 | 超級300賽 | 超級100賽 | 國際挑戰賽 | 國際系列賽 | 未來系列賽 | 其他 |